# 고스트 메신저
《고스트 메신저》(Ghost Messenger)는 대한민국의 애니메이션 제작사 스튜디오 애니멀이 제작한 오리엔탈 SF 판타지 애니메이션이다. 본 작품의 오프닝 및 OST는 아웃사이더가 불렀다.

## 애니메이션

### 제작진

#### 1화
출연진
- 꼬마 강림 : 은정
- 강림도령 : 박성태
- 바리낭자 : 양정화
- 사라도령 : 정재헌
- 오퍼레이터 : 은정
- 할아버지 : 박만영
- 대수 : 홍범기
- 예쁜이 : 은정
- 근석 : 박성태
- 길가던소녀 : 은정
- 길가던소년 : 양정화
- 길가던덩치 : 박성태
- 친구들 : 박지혜, 김지수, 이은주

스태프
- 총감독 : 구봉회
- 시나리오 : 홍정진, 김지연
- 콘티 : 구봉회
- 연출 : 구봉회
- 기획 프로듀서 : 홍정진
- 기획팀장 : 조연주
- 애니메틱 : 유창희
- 색지정 : 조연주, 박예슬
- 컨셉 디자인 : 조연주, 김성수, 김미랑, 유창희
- 캐릭터 디자인 : 조연주
- 이미지보드 : 조연주
- 설정디자인: 조연주, 김성수, 김미란
- 핸드폰 디자인 : 주영삼
- 핸드폰 UI 디자인 : 조연주, 박효빈, 박예슬
- 배경설정 : 조연주, 김성수, 김미란, 고태경
- 배경 : 김용숙, 안성용, 박예슬
- 3D 슈퍼바이저 : 박규배
- 3D 레이아웃 : 이상훈, 박동준
- 3D 배경소스 : 김용숙, 안성용
- 3D 배경 모델링 : 박규배, 박장준, 박완식
- JF 스튜디오 : 명배영, 정재근, 이지훈, 탁경림, 임경민
- 3D 배경 매핑 : 박규배, 고태경, 최인실, 오세나
- 툰쉐이딩/렌더링 : 박규배
- 작화팀장 : 김상민
- 레이아웃 : 김상민, 김중호, 이지민, 김우신, 조연주, 유창희, 정진원, 고유경, 오현수, 스튜디오 고인돌, 조영광, 주재범, 김대영
- 원화 : 김상민, 김중호,이지만, 김우신, 정진원, 오현수, 고유경, 유창희, 신민섭, 김진영, 김한나, 스튜디오 고인돌, 조영광, 주재범, 김대영
- 제2원화 : 오현수, 고유경, 김진영, 김한나
- 동화팀장 : 전순옥
- 동화 : 김수경, 임경숙, 임미하, 최세영
- 체킹 : 전순옥, 김수경, 임경숙, 임미하, 최세영
- Trace/Paint : 원성욱, 권바름, 고윤혜, 전상은, 이봉주, 오진희, Untergraph, 정미경, 김유리, 장정희, 조정숙, 김인희, 여지혜, 이미애, 신경아, 김혜림, 이동훈
- 칼라체킹 : 김이연
- 특수작화 : 이상훈, 유창희, 정진원, 박장준, 고유경, 오현수
- CG팀장 : 송미연
- CG 슈퍼바이저 : 조금식
- 3D 캐릭터 모델링/셋업/매핑 : 박규배, 박완식, 김이연, 이성민
- 3D 캐릭터 애니메팅 : 조금식, 이상훈, 박완식, 박규배, 조주상. 세븐슬로스, 성웅, 유경수, 류진호, 박준영
- CG FX : 박완식, 김이연, 최용
- CG Composite : 박완식, 김이연

오프닝
- 감독 : 구봉회
- 콘티 클린업 : 유창희
- 아트워크 : 조연주, 김성수, 김미란
- 오퍼레이터 인터페이스 : 장헌민
- 원화 : 김성민, 이지민, 최현식, 김우신, 오현수
- 동화 : 전순옥, 김수경, 임경숙, 임미하, 최세영
- 3D 매핑 : 장영재, 길세진
- CG FX Composite : 송미연, 조금식, 박완식, 우승영
- 여는 노래 : 〈Connexion〉
- 작사 : 아웃사이더, 아우라백작(JIMMie)
- 작곡, 편곡 : 아우라백작(JIMMie)
- 랩 : 아웃사이더
- 피쳐링 : 도형 - beyond

세션
- 브래스 : 커먼그라운드(Common ground)
- 기타 : 루빈(Rubin) - (Missing island)
- 녹음, 믹싱 : 오영석 - (Velvet studio)
- 마스터링 : 전훈 - (Sonic Korea Studio)
- 로고 디자인 : 조연주
- 로고 애니메이션 : 조금식

배경음악
- 작곡, 편곡 : 아우라백작(JIMMie)
- 믹싱 : 아우라백작(JIMMie) - Auramusic studio #1
- 마스터링 : 최정훈 - Audioguy mastering studio

삽입곡
〈WHO R U〉 ver. OVA #1
- 작사 : Sunday2pm (데피닛, 지백)
- 랩 어레인지 : Sunday2pm (데피닛, 지백)
- 녹음 : Blockb uster (B-Busterz studio)
- 감독 : 아웃사이더, LMNOP

〈My World〉 ver. OVA #1
- 작사 : 지백 (Sunday2pm)
- 랩 어레인지 : 지백 (Sunday2pm)
- 녹음 : Blockb uster (B-Busterz studio)

〈The War〉 ver. OVA #1
- 가사 : Curious
- 랩 어레인지 : Curious

닫는 노래 〈Track 09〉
- 작사 : 이소라
- 작곡 : 정순용
- 노래 : 이소라
- (세이렌)
- 녹음 : 레전드사운드
- 녹음연출 : 이영빈
- 믹싱 : 김태하
- 사운드이펙트 : 김태하, 김용국, 지준석
- 대사 : 최현주
- 폴리 : 김태하, 문재홍
- 배급/마케팅 : (주)스튜디오 비스트, 김지혜, 유효빈
- 마케팅 지원 : 경기디지털콘텐츠진흥원
- DVD 패키지 기획 및 디자인 : (주)스튜디오 비스트, 김지혜, 유효빈
- 설정집 기획 및 디자인 : (주)스튜디오 비스트, 김지혜, 유효빈
- DVD 타이틀메뉴 디자인 : (주)모션아이, 박충일, 김선영, 서숙현, 코너크리에이티브, 서재호, 남경수
- DVD 패키지 인쇄 및 제작 : (주)류 미디어, 이주희
- DVD 오소링 및 자막 : (주)류 미디어, 유은일
- 제작프로듀서 : 김원택
- 출연 : 김대수
- 책임프로듀서 : 조경훈
- 제작지원 : 서울산업통상진흥원, 서울애니메이션센터
- 제작 : (주)스튜디오 애니멀

## 같이 보기
- 대한민국의 애니메이션